# Височинна зоналност
Височинна зоналност или височинна поясност е закономерната смяна на процесите и явленията с увеличаване на надморската височина в планините. Тя се обуславя от изменението във височина на атмосферното налягане, температурата, влажността и съдържанието на прахови частици във въздуха. Атмосферното налягане намалява във височина с 1 mm живачен стълб на всеки 11 – 15 m. На височина 5500 m то е приблизително два пъти по-ниско отколкото е на морското равнище. Половината от цялата водна пара на планетата е съсредоточена под 1,5 – 2 km височина, като по-нагоре бързо намалява, както и съдържанието на прах във въздуха. Поради тези причини интензивността на слънчевата радиация в планините с увеличаване на надморската височина нараства, а отдаването на дълговълновото излъчване от повърхността на склоновете в атмосферата и притока на срещуположното излъчване от атмосферата намалява. При създадените в атмосферата условия поглъщането и отдаването на радиация температурата на въздуха намалява средна с 5 – 6°С на всеки километър височина. Условията на кондензация на водните пари е такова, че количеството на облаците, съсредоточени предимно в долните километри на тропосферата, до някаква височина нараства. Това довежда до съществуването на пояс с максимални валежи, а по-нагоре до тяхното намаляване.
С климатичната височинна зоналност е свързана и смяната на условията за формиране на речния отток, типа на почвите, растителността, животинския свят и на някои геоморфоложки процеси, т.е почти всички компоненти на природния комплекс. Най-ярко височинната поясност във височина се проявява в изменението на хидроклиматичните и почвено-биоложки компоненти на ландшафтите. В релефа височинната зоналност се изразява не само във връзка с различията в климатичните условия, но и с това, че областите на изветряне и пренасяне на разрушен скален материал и въздействието на древното и съвременното заледяване се отнасят към горните височинни пояси на планините, а областите на акумулация на този материал – към техните подножия. Освен това, височинната зоналност се усложнява от вида на склоновете (полегати, стръмни, отвесни, стъпаловидни), отражаващи различните етапи от историята на формирането на планините, съхранението на различни височини на остатъци от древни заравнени повърхнини, разделени от по-стръмни отстъпи и ерозиони врязвания на реките.

## Видове височинна поясност
За всяка ландшафтна зона е валиден съответния тип височинна поясност, броя и реда на височинните пояси, тяхната последователност и височинните им граници. Пълният спектър от височинни пояси маже да се наблюдава във високите планински масиви в екваториалните и тропични географски ширини (Анди, Хималаи, Килиманджаро).
Формирането на типовете височинна зоналност в планинските системи се определя от следните фактори:
- Географско положение на планината. Количеството на височинни пояси във всяка планина и тяхното височинно подреждане основно се определя от географската ширина и разположението ѝ по отношение към околни морета и океани (континенталност). При придвижването от север на юг височинното положение на природните пояси в планините и техния набор постепенно се увеличава. Най-ниския пояс в дадена планинска система се явява продължението на тази широчинна зона, в която са разположени нейните подножията.
- Абсолютна височина на планинската система. Колкото е по-висока дадена планинска система и колкото е разположена по-близо до екватора, толкова повече височинни пояси има в нея.
- Релеф. Релефът на планинските системи (орография, степен на разчлененост, заравнени участъци и др.) определят разпределението на снежната покривка, условията на овлажняване, съхранеността или преноса на разрушен скален материал и др., които влияят на развитието на почвино-растителната покривка и определят разнообразието на природните комплекси в планините.
- Климат. С изкачването във височина се изменят атмосферното налягане, температурата, овлажняването, слънчевата радиация, направлението и силата на ветровете и др. Климатът определя характера и разпространението на видовете почва, растителност, животински свят и др., следователно, разнообразието на природните комплекси.
- Експозиция на склоновете. Тя играе съществена роля в разпределението на топлина, влага, ветрова дейност, а следователно и процесите на изветряне и разпределение на почвено-растителната покривка. По северните склонове на всяка планинска система височинните пояси са разположени обичайно по-ниско, отколкото по южните.[2]